# Гвоздівська волость (Хотівська волость)
Гвоздівська (Хотівська) волость — адміністративно-територіальна одиниця Київського повіту Київської губернії.
Станом на 1900 рік складалася з 43 поселень, серед них 12 сіл, 26 хуторів, 3 виселки та 2 передмістя і монастир у Феофанії. Населення — 18760 осіб (9642 чоловічої статі та 9118 — жіночої).
До кінця ХІХ ст. мала назву "Гвоздівська", однак волосний центр де-факто розміщувався у Хотові. Близько 1908 р. зі складу волості було виділено нову Деміївську волость.
|                     | Площа, десятин | У тому числі орної, десятин |
| ------------------- | -------------- | --------------------------- |
| Сільських громад    | 16980          |                             |
| Приватної власності | 605            |                             |
| Казенної власності  | —              | —                           |
| Іншої власності     | 3681           |                             |
| Загалом             | 21265          | 12564                       |

Основні поселення волості:
- Хотів — за 10 верст від повітового міста, 1625 осіб, 224 дворів, православна церква, церковно-парафіяльна школа, народна чайна з читальнею, 2 водяних млини, 1 вітряк, 2 кузні.
- Гатне — за 10 версти від повітового міста, 1279 осіб, 238 дворів, православна церква, церковно-парафіяльна школа, 5 вітряків, 2 кузні.
- Гвоздів — за 25 верст від повітового міста, 1776 осіб, 325 дворів, православна церква, церковно-парафіяльна школа, 19 вітряків, 2 кузні.
- Деміївка — за 1 версту від повітового міста, 2848 осіб, 506 дворів, православна церква, 3 єврейські молитовні будинки, однокласна народна школа, 2 лікарні, 2 аптеки, 1 трактир, 1 винний погріб, 6 постоялих дворів. Цукрово-рафінадний, пивоварний, чавуно-ливарний, 3 цегельних заводи, кондитерська фабрика, 2 гільові фабрики, 2 бондарні, 2 ковбасні та 2 кишкові заклади, водяний млин, 2 миловарні, 2 крупорушки, 4 кузні, 4 слюсарні, 4 жерстяні, 10 шевських, 15 чоботарських, 3 шапкових, 3 шкірних, 1 токарна, 1 палітурна майстерні та 4 годинникарі.
- Китаївська пустинь (див. також Китаїв) — за 5 верст від повітового міста. Населення у 1900 році — 106 чоловіків (монахи). Земля — 1356 десятин, належала Києво-Печерській лаврі.[1]
- Крюківщина — за 11 верст від повітового міста, 852 осіб, 155 дворів, православна церква, церковно-парафіяльна школа, 1 вітряк, 1 кузня.
- Лісники — за 18 верст від повітового міста, 825 осіб, 152 двори, православна церква, церковно-парафіяльна школа, 6 вітряків, 2 кузні.
- Мишалівка — за 5 верст від повітового міста, 716 осіб, 189 дворів, школа грамоти, 5 цегелень.
- Пирогів — за 8 верст від повітового міста, 1222 особи, 178 дворів, православна церква, однокласна народна школа, 4 цегельні.
- Рославичі — за 25 верст від повітового міста, 1951 особа, 346 дворів, православна церква, церковно-парафіяльна школа, 12 вітряків, 2 водяні млини, 2 кузні.
- Ходосівка — за 20 верст від повітового міста, 1128 осіб, 202 двори, православна церква, церковно-парафіяльна школа, 10 вітряків, 2 кузні.
- Янковичі — за 20 верст від повітового міста, 1469 осіб, 262 двори, православна церква, церковно-парафіяльна школа, 7 вітряків, кузня.

Хотівську волость було скасовано у 1924 році, а саме село Хотів увійшло до складу Будаївського району (Будаївка — сучасне місто Боярка Києво-Святошинського району Київської області).

## Голови

Василь Капшученко

- Капшученко Василь Семенович (26 лютого 1846, Пирогів, Київський повіт, Київська губернія — 13 листопада 1909, Пирогів, Київський повіт, Київська губернія) — волосний голова Хотівської волості Київського повіту на початку XX століття. Уродженець села Пирогів. Народився у звичайній селянській родині: батько Семен Леонтійович Капшученко (1818–1857), мати Мотрона Ісидорівна (1814–1904). Батько багатьох дітей, зокрема Миколи Васильовича Капшученка (1889–1959), священника і протоієрея Андріївського собору у місті Києві і дід Раїси Миколаївни Капшученко (Окіпної) — української радянської артистки, прими Оперного театру в Києві і учасниці радянського підпілля у роки німецької окупації Києва.